# إغوانة (جنس)
العَيْدَشُونُ أو العَيدَشُوق أو الإغوانة أو الإغوانا أو سحلية أمريكية (الاسم العلمي: Iguana) هي جنس من الزواحف (السحليات) العاشبة تتبع الفصيلة الإغوانية من رتبة الحرشفيات. تنتشر في المناطق الاستوائية في أمريكا الوسطى ومنطقة البحر الكاريبي. تعود تسمية تلك السحالي إلى جزر إغوانا في البحر الكاريبي بأمريكا الوسطى حيث اكتشفت أول مرة هناك. وكان أول وصف لهذا الجنس في 1768 من قبل عالم الطبيعة النمساوي «جوزيفوس نيكولاس لورنتي» في كتاب العينات الخاص به "Medicum، Exhibens Synopsin Reptilium Emendatam cum Experimentis circa Venena".
كلمة «الإغوانة» مشتقة من اللفظ الأسباني لاسم نوع "Iwana" في لغة تينو. بالإضافة إلى هذين النوعين من جنس الإغوانة توجد أيضا عدة أجناس أخرى ذات صلة في نفس الفصيلة والتي يطلق الاسم الشائع لها كلمة «الإغوانة».

## علاقتها بالديناصور
عثر علماء الجيولوجيا على أحفورات لديناصور إغوانودون. كان ديناصور الإغوانودون أكبر في الحجم كثيرا عن سحليات الإغوانا التي نجدها اليوم. ويرجح أن الجنس الحالي من الإغوانا قد تطور عن من الإغواودون، ثم انقرضت ديناصورات الإغوانودون. كان ديناصور الإغوانودون تبلغ 10 أمتار طولا ونحو 3 طن وزنا.

## أنواع الإغوانة
هناك نوعان في جنس الإغوانة:
- الإغوانة الخضراء والتي هي من الحيوانات الأليفة الشعبية في جميع أنحاء العالم
- إغوانة الأنتيل الصغرى وهي متوطنة في جزر الأنتيل الصغرى ومعرضة للانقراض بسبب تدمير موطنها

## اقرأ أيضا
- ديناصور
- إغوانودون